# 林政志
林 政志（はやし まさし、1940年〈昭和15年〉2月1日 - 2018年〈平成30年〉5月13日）は、日本の政治家。北海道芦別市長（4期）。旭日中綬章綬章。

## 来歴
北海道出身。1964年（昭和39年）、早稲田大学商学部卒。帰郷し、星の降る里芦別社長、芦別青年会議所理事長を経て、芦別市議会議員となる。1995年（平成7年）の芦別市長選挙に立候補して当選する。1999年（平成11年）に再選。2003年（平成15年）、2007年（平成19年）は無投票で当選した。2011年（平成23年）の市長選では元芦別市議の清沢茂宏に敗れた。2018年に死去した。

## 栄典
- 2014年（平成26年）11月 - 旭日中綬章[6]。